# Booty Luv
Booty Luv – brytyjski duet założony w czerwcu 2006 roku przez dwie wokalistki Big Brovaz Cherise Roberts i Nadie Shepherd.
W listopadzie 2006 roku duet zadebiutował singlem „Boogie 2Nite” – coverem piosenki wykonywanej niegdyś przez Tweet. Utwór dotarł do 2 miejsca UK Chart i zyskał wysokie uznanie DJ-ów.W Wielkiej Brytanii sprzedał się w nakładzie 200.00 egzemplarzy. Drugim singlem została piosenka „Shine”. Utworzenie przez dziewczyny zespołu Booty Luv nie oznacza zakończenia działalności Big Brovaz, Cherise i Nadia wydały swój album Boogie 2Nite, który do tej pory sprzedał się w Wielkiej Brytanii w nakładzie 70 tys. egzemplarzy 3 sierpnia 2009 wydany został nowy singiel grupy Say It, który jest zwiastunem nowej płyty.

## Single
- 2006 Boogie 2nite
- 2007 Shine
- 2007 Don’t Mess With My Men
- 2007 Some Kinda Rush
- 2008 Dance Dance
- 2009 Say It
- 2011 This Night
- 2013 Black Widow

## Dyskografia

### Albumy
2007: Boogie 2nite, (17 września)
2010 TBC

### Single
| Year | Title                                       | Chart positions | Chart positions | Chart positions | Chart positions | Chart positions | Chart positions | Chart positions | Album        |
| Year | Title                                       | GB              | U.K. Dance      | IRL             | AUS             | NL              | POL             | GER             | Album        |
| ---- | ------------------------------------------- | --------------- | --------------- | --------------- | --------------- | --------------- | --------------- | --------------- | ------------ |
| 2006 | „Boogie 2Nite” (Tweet cover)                | 2               | 1               | 29              | 89              | 7               | 26              | 76              | Boogie 2Nite |
| 2007 | „Shine” (Luther Vandross cover)             | 10              | 1               | 28              | –               | 13              | –               | –               | Boogie 2Nite |
| 2007 | „Don't Mess With My Man” (Lucy Pearl cover) | 11              | 1               | 26*             | –               | 28              | 54              | –               | Boogie 2Nite |
| 2007 | „Some Kinda Rush”                           | 19              | 3               | 47              | –               | 10              | 18              | –               | Boogie 2Nite |
| 2008 | „Dance, Dance”                              | –               | –               | –               | –               | –               | –               | –               |              |
| 2009 | „Say It”                                    | –               | –               | –               | –               | –               | –               | –               |              |
| 2011 | „This Night”                                | –               | –               | –               | –               | –               | –               | –               |              |
| 2013 | „Black Widow”                               | –               | –               | –               | –               | –               | –               | –               |              |